# قلعه درزاب
قلعه درزاب مربوط به دوره صفوی است و در شهرستان بجستان، روستای درزاب واقع شده و این اثر در تاریخ ۱۱ دی ۱۳۸۰ با شمارهٔ ثبت ۴۵۷۸ به‌عنوان یکی از آثار ملی ایران به ثبت رسیده است.